# Raffaele Cadorna
Raffaele Cadorna (9 de febrero de 1815 - 6 de febrero de 1897) era un general piamontés y uno de los principales líderes italianos responsables de la Unificación de Italia.
Nacido en Milán, Cadorna ingresó en una academia militar de Turín en 1832. Ingresó en el cuerpo de ingeniería en 1840. Desde marzo de 1848 hasta agosto de 1849 comandó un batallón de ingenieros voluntarios en Lombardía, durante la guerra de la independencia italiana.
Sirviendo al ejército piamontés en enero de 1855 durante la guerra de Crimea, Cadorna ganaría la influencia durante la guerra piamontesa en la batalla de San Martino y fue nombrado coronel en 1859.
Fue designado Ministro de guerra al régimen republicano de Toscana ese mismo año, Cadorna sirvió como un teniente general y dirigió un cuerpo militar durante la guerra de las siete semanas dirigiendo acertadas operaciones contra los austriacos en la campaña de Friuli de junio a julio de 1866.
Más adelante dirigió la toma de los Estados Pontificios, la captura de Roma por parte de las tropas de Crcona terminaría el 20 de septiembre de 1870 y se completaría de esta manera la unificación de Italia. Por sus servicios, Cadorna sería nombrado senador al año siguiente, pero pronto se retiró de la vida pública y se iría a vivir a Toscana hasta su muerte en 1897.
- Datos: Q943210
- Multimedia: Raffaele Cadorna / Q943210